# Taxi à Taïwan

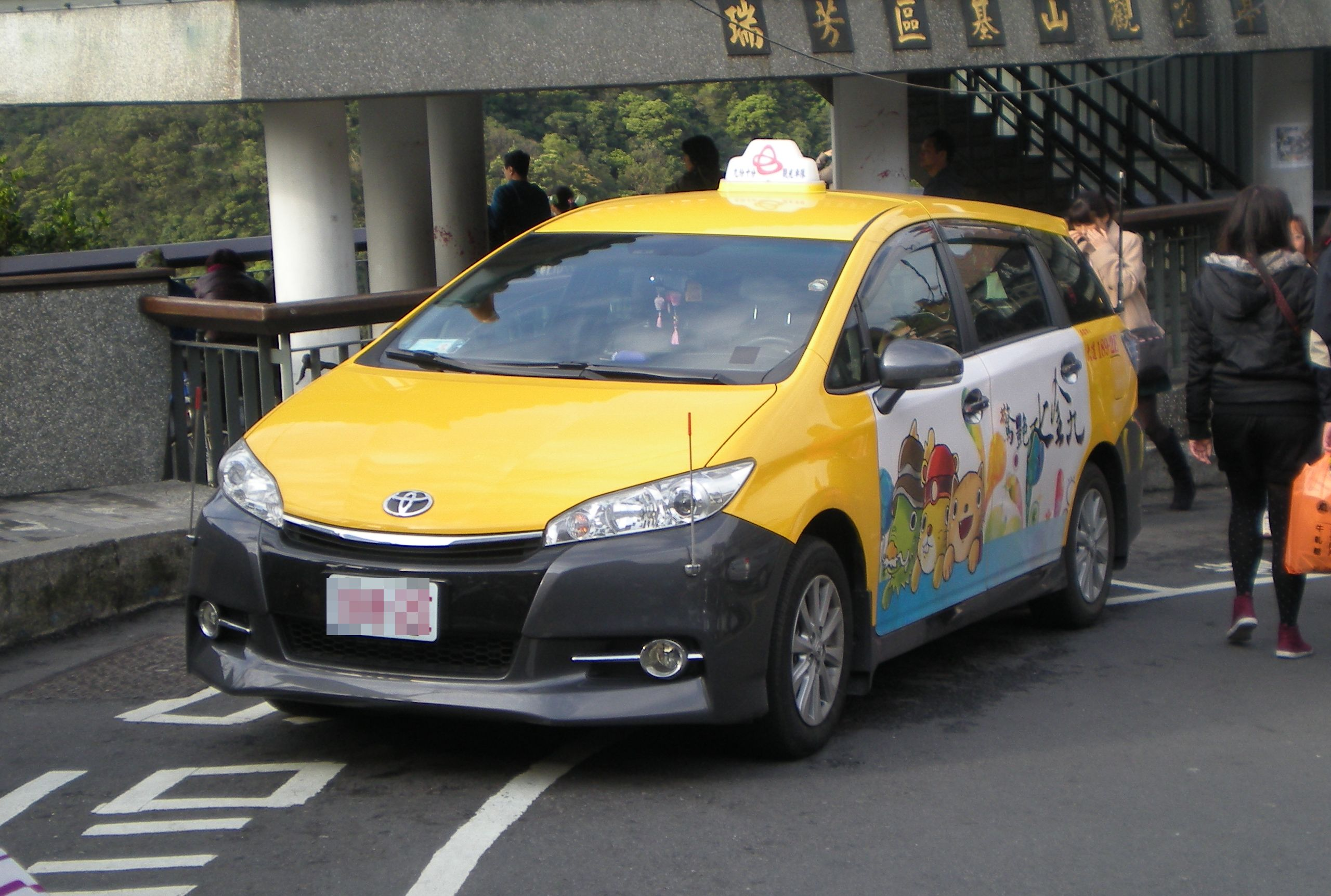
Taxi Toyota Wish sur l'île de Taïwan.

A Taïwan, le taxi est un moyen de transport important. Les passagers peuvent trouver des services de taxi dans la plupart des villes de Taïwan. La plupart des conducteurs ne parlent pas anglais.

## Réglementation
Les règles de sécurité du trafic routier exigent que les conducteurs aient au moins 20 ans et possèdent un permis de conduire professionnel. Lorsque les conducteurs atteignent l'âge de 60 ans, ils peuvent continuer à conduire des taxis jusqu'à l'âge de 65 ans à condition de réussir l'examen physique annuel. 
Tous les taxis officiels ont une plaque d'immatriculation blanche avec des chiffres et des lettres rouges.

## Tarification
Les tarifs varient en fonction de chaque ville et des lois locales mais la différence est plutôt petite. Les taxis dans les grandes villes sont généralement dotés de tarifs basés sur les distances et maintenant, plus fréquemment, de suppléments pour les périodes de faible trafic et de trafic stoppé. Au Nouvel An taïwanais, le jour férié le plus important à Taïwan, des suppléments peuvent également être demandés par les chauffeurs.

## Types

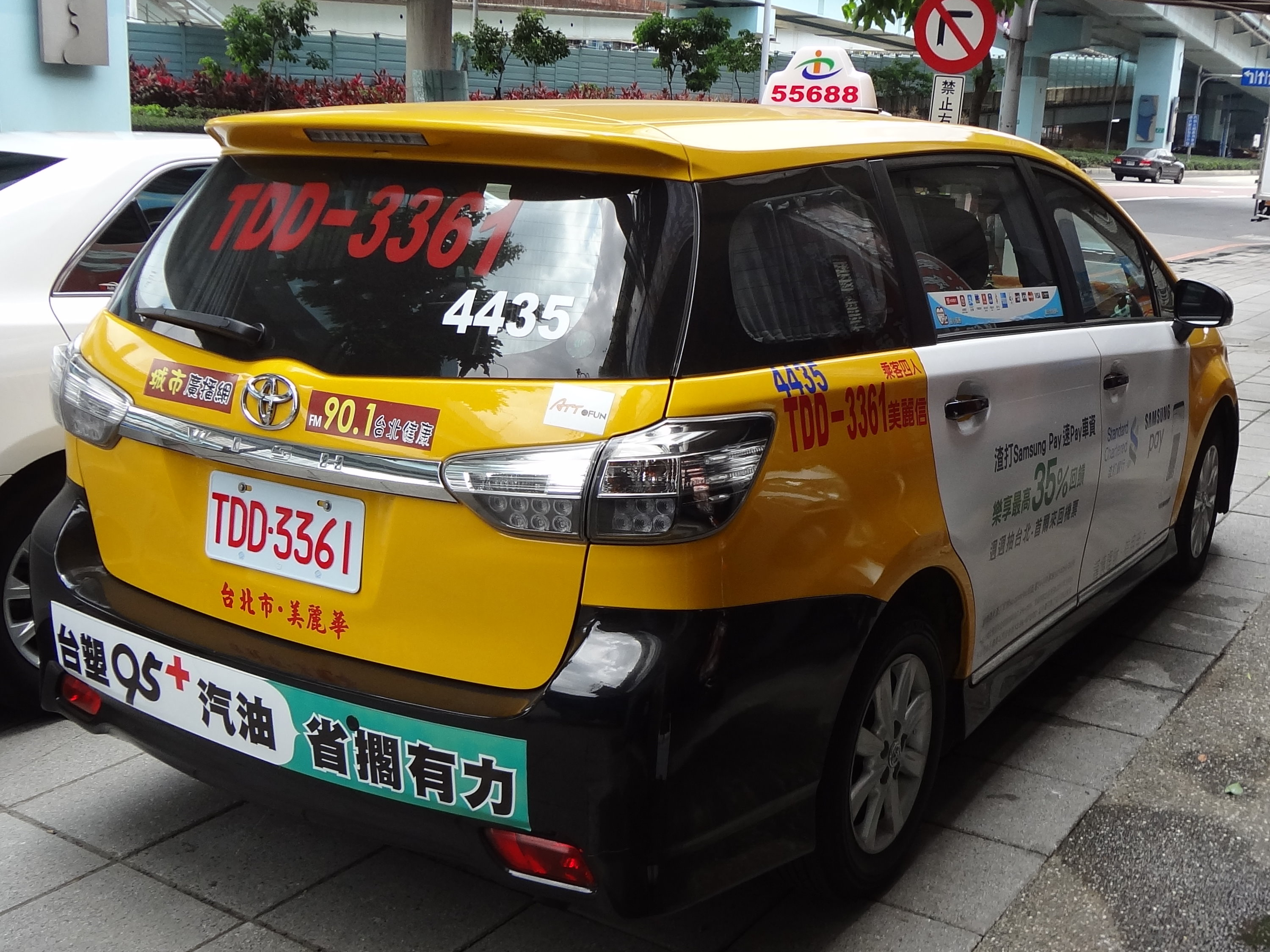
Taxi taïwanais en 2017.

Les taxis à Taïwan sont jaunes.

## Modèles
- Toyota Wish